# Fratta (Tarzo)
Fratta è una frazione del comune di Tarzo, in provincia di Treviso.

## Geografia fisica
Fratta sorge appena a sud del Laghi di Revine Lago, sul versante meridionale della Vallata.

## Storia
È uno degli abitati più antichi del comune, forse precedente allo stesso capoluogo.

## Monumenti e luoghi d'interesse
Il paese è molto caratteristico, con vecchi edifici caratterizzati da cortili interni, poggioli di legno e, talvolta, ornati da affreschi a tema sacro.
Degna di nota è l'antica chiesa di San Martino, con affreschi risalenti al XIII secolo. Fratta tuttavia non ha autonomia ecclesiastica, dipendendo dalla parrocchia di Tarzo.

### Casa Rossi, Marcon
Risalente al XVII secolo, si articola in due corpi di fabbrica e alcune adiacenze, disposti in modo da delimitare una corte interna. L'unità architettonica risulta però compromessa a causa dei vari interventi che hanno diviso il complesso in più abitazioni.
Su uno dei due fronti rivolti alla corte interna si può ancora apprezzare lo schema originario delle aperture, una serie di monofore rettangolari ripetute sui due piani e sul sottotetto. Al piano terra, un ingresso è rappresentato da un semplice portale ad arco, sovrastato da due ampie aperture centinate. Verso ovest, un arco a tutto sesto immette in un passaggio che, attraversando tutto l'edificio, conduce al fronte esterno, rivolto al lago.
L'altro fronte interno presenta tracce di archi tamponati che potrebbero rappresentare il porticato di una barchessa. I due lati del volume presentano inoltre dei modiglioni

## Società

### Cortivo (cortile) di S. Antonio
Il Cortivo di S. Antonio è collocato vicino all'antica chiesa di San Martino. È un cortile che ha mantenuto le sue caratteristiche originali anche con la pavimentazione a ghiaia, ne è incorniciato da antiche case risalenti al XVI secolo,  ha cambiato più volte denominazione: negli anni giovani del 1900 i Cecchin erano presumibilmente proprietari di 5 costruzioni su 7 ed era distinta con questo cognome, in seguito la casa centrale fu utilizzata per diverse generazioni  dai discendenti provenienti da Genova quindi si distinse come cortivo dei Genovesi, ma assunse anche il nome dei più noti abitanti ivi residenti: Cortivo della Maria, del Beppi, del Valeriano (Iano) tanto per citarne alcuni. Il “cortivo” fu la dimora, nei primi decenni degli del '900, della levatrice zonale.
Vi spicca l'edificio centrale (ancora con le sue poggiolate in legno) forse la più antica costruzione, quella su cui è affrescato un tema religioso: la rappresentazione mariana raffigurante Sant'Antonio di Padova nell'atto di donare un mazzo di gigli al Bambin Gesù. Fu affrescata, presumibilmente, dall'artista locale Antonio del Gobbo, nel XVII secolo e recentemente ristrutturato dall'artista Teresa Casagrande. Pertanto oggi è conosciuto come Cortivo di Sant'Antonio.

## Cultura

### Eventi
- luglio-agosto: Festa dell'Emigrante “I Cortili dell’Arte” è una manifestazione organizzata dalla Pro Loco di Tarzo, giunta alla sua 14^ edizione, che chiama a raccolta pittori, scultori, fotografi, ceramisti e fumettisti, e ogni estate, per tre giorni anima il borgo di Fratta.[4]

- agosto: Cor – Spazi Pubblici Palpitanti è un progetto di riqualificazione sociale e culturale, un evento culturale che celebra l’arte contemporanea in uno scenario storico che si rinnova. Il progetto è finanziato dal “Bando Borghi” con i fondi NextgenerationEU – PNRR, presentato dal Comune di Tarzo. La terza edizione della manifestazione si conferma e rafforza come appuntamento imprescindibile per la rigenerazione dei luoghi pubblici e la valorizzazione dell’arte contemporanea.[5]